# ダリオ・ビジャルバ
ダリオ・ビジャルバ・フローレス（スペイン語: Darío Villalba Flores、1939年2月22日 - 2018年6月15日）は、スペイン、サン・セバスティアン出身の画家。写真家。フィギュアスケート選手（男子シングル）。1956年コルティナダンペッツォオリンピックスペイン代表。
2002年、王立サン・フェルナンド美術アカデミーのメンバーとなる。

## 主な戦績
| 大会/年      | 1955-56 |
| ------------ | ------- |
| オリンピック | 14      |
| 世界選手権   | 15      |